# Jackson Khoury
Jackson Khoury (Baalbek, 13 de octubre de 2002) es un futbolista australiano, nacionalizado libanés, que juega en la demarcación de delantero para el Tacoma Defiance de la MLS Next Pro.

## Selección nacional
Tras jugar en las categorías inferiores de la selección, finalmente hizo su debut con la selección de Líbano el 26 de marzo de 2024 en un encuentro de clasificación para la Copa Mundial de Fútbol de 2026 contra Australia que finalizó con un resultado de 5-0 a favor del combinado australiano tras los goles de John Iredale, Kusini Yengi, un doblete de Craig Goodwin y un autogol de Bassel Jradi.

## Clubes
| Club                           | País           | Año       | Partidos | Goles |
| ------------------------------ | -------------- | --------- | -------- | ----- |
| Sídney United 58 FC            | Australia      | 2020-2021 | 22       | 4     |
| Central Coast Mariners Academy | Australia      | 2022-2023 | 21       | 2     |
| Tormenta FC                    | Estados Unidos | 2023-2024 | 65       | 8     |
| Tacoma Defiance                | Estados Unidos | 2025-     | 2        | 0     |